# Hiéroglyphe égyptien D19
Le hiéroglyphe égyptien D19 (profil de nez avec une partie du visage) est classifié dans la section D « Parties du corps humain » de la liste de Gardiner ; il y est noté D19.

## Représentation
Il représente une partie de visage humain comportant le profil du nez se prolongeant pour entourer l'œil et se bouclant sous la joue. Il est translittéré fnḏ, fnd ou ḫnt.

## Utilisation
| f · nD | D19 |

| f · nD | D19 |

| f&n&d | D19 |

| f&n&d | D19 |

| f&n&d | D19 |

| f&n&d | D19 |

C'est un déterminatif du champ lexical du nez, de l'action de sentir, de la joie et du doux / aimable (ou antonyme).
| W18 | n · t · D19 |

| W18 | n · t · D19 |

d'où découle son utilisation en tant que phonogramme trilitère (surtout après la XIXe dynastie) ou complément phonétique de valeur ḫnt. 
| Aa32 |

| Aa32 |

| U31 |

| U31 |

| D1 |

| D1 |

 pour le caractère d'où dérive la lettre R de l'alphabet latin.

## Exemples de mots
| S · r | t · D19 |

| S · r | t · D19 |

| s | f · t · D19 | A2 |

| s | f · t · D19 | A2 |

| g · f | n · D19 | A2 |

| g · f | n · D19 | A2 |